# Пескополье (Речицкий район)
Пескополье (бел. Пескапо́лле) — деревня в Белоболотском сельсовете Речицкого района Гомельской области Белоруссии.

## География

### Расположение
В 7 км на север от районного центра и железнодорожной станции Речица (на линии Гомель — Калинковичи), 57 км от Гомеля.

### Гидрография
Рядом река Днепр и его пойма.

## Транспортная сеть
Транспортные связи по просёлочной, затем автомобильной дороге Речица — Светлогорск. Планировка состоит из 2 коротких прямолинейных улиц меридиональной ориентации, вдоль заболоченной местности. Застройка редкая, жилые дома деревянные, усадебного типа.

## История
Начало деревне положил фольварк Пескополье (он же Чёрное), в котором согласно переписи 1897 года действовал кирпичный завод. В 1909 году 1500 десятин земли. Наиболее активная застройка приходится на 1920-е годы. В 1926 году в Гомельском округе. В 1930 году организован колхоз. Во время Великой Отечественной войны в июле 1943 года оккупанты сожгли 33 двора и убили 2 жителей. Согласно переписи 1959 года в составе совхоза «Речица» (центр — деревня Белое Болото).

## Население

### Численность
- 2004 год — жителей.

### Динамика
- 1897 год — 2 двора, 4 жителя (согласно переписи).
- 1926 год — 26 дворов, 142 жителя.
- 1940 год — 36 дворов, 109 жителей.
- 1959 год — 99 жителей (согласно переписи).
- 2004 год — 13 хозяйств, 20 жителей.

## Флора
В окрестностях деревни ботаниками отмечены такие редкие растения, как Шалфей луговой (Salvia pratensis), Campanula bononiensis, Silene armeria и Молодило шароносное (Sempervivum globiferum).